# Studena (Vranje)
Studena (em cirílico: Студена) é uma vila da Sérvia localizada no município de Vranje, pertencente ao distrito de Pčinja, na região de Južno Pomoravlje. A sua população era de 70 habitantes segundo o censo de 2011.

## Demografia
| 1948 | 1953 | 1961 | 1971 | 1981 | 1991 | 2002 | 2011 |
| ---- | ---- | ---- | ---- | ---- | ---- | ---- | ---- |
| 356  | 382  | 360  | 295  | 216  | 129  | 117  | 70   |